# Mulan (sockenhuvudort i Kina, Jiangxi Sheng, lat 26,50, long 116,39)
Mulan är en sockenhuvudort i Kina. Den ligger i provinsen Jiangxi, i den sydöstra delen av landet, omkring 250 kilometer söder om provinshuvudstaden Nanchang. Antalet invånare är 10 335. Befolkningen består av 4 976 kvinnor och 5 359 män. Barn under 15 år utgör 21,0 %, vuxna 15-64 år 70 %, och äldre över 65 år 7,0 %.
Runt Mulan är det ganska tätbefolkat, med 144 invånare per kvadratkilometer. Närmaste större samhälle är Xiaosong, 10,3 km sydväst om Mulan. I omgivningarna runt Mulan växer huvudsakligen savannskog.
Genomsnittlig årsnederbörd är 2 191 millimeter. Den regnigaste månaden är maj, med i genomsnitt 351 mm nederbörd, och den torraste är oktober, med 24 mm nederbörd.